# Mary Emma Woolley
Pour les articles homonymes, voir Woolley.
Mary Emma Woolley, née le 13 juillet 1863 à Norwalk dans l'État du Connecticut et morte le 5 septembre 1947 à Westport, dans l'État de New York, est une professeure d'université et une militante pacifiste américaine. 
Elle est présidente du Mount Holyoke College de 1901 à 1937 situé à South Hadley, dans l'État du Massachusetts, établissement qu'elle a réformé pour en faire un établissement universitaire de référence. 
Militante pour le droit de vote des femmes, elle fait partie des fondatrices de la College Equal Suffrage League.  
Mary Emma Woolley est élue vice présidente de l'American Peace Society de 1907 à 1913. 
Elle est également connue pour avoir été la première femme élue à la charge de sénateur de la fraternité Phi Beta Kappa, et la première femme à représenter les États-Unis lors d'une rencontre diplomatique internationale, quand en 1932, le président Herbert Hoover l'a nommée pour diriger la délégation américaine qui se rend à la Conférence mondiale pour le désarmement à Genève.

## Biographie

### Jeunesse et formation

#### Famille et premières influences
Mary Emma Woolley est l'enfant aînée du révérend Joseph Judah Woolley, un ancien aumônier de l'Union Army pendant la guerre de Sécession devenu pasteur congrégationaliste, et de Mary Augusta Ferris Woolley, une enseignante d’école primaire. Elle a deux frères cadets Erwing et Frank,.
Elle passe une partie de son enfance à Meriden dans le Connecticut, puis sa famille s'installe Pawtucket dans le Rhode Island en 1871, où son père est nommé  pasteur. Le revérend Woolley associe son pastorat à un souci de réforme sociale, se tournant vers les travailleurs et donnant la parole aux femmes. Ces convictions ainsi que le pacifisme de ses parents influencent profondément la pensée de Mary Emma Woolley,,,,.

#### Cursus scolaire
Après ses études primaires, elle entre à la Providence High School (en) où elle suit un cursus d'études classiques (latin, grec). Une fois ses études secondaires achevées, elle est admise au Wheaton Seminary connu aujourd'hui sous le nom de Wheaton College (Massachusetts). Les séminaires pour jeunes femmes, à une époque opposée à l'entrée des femmes à l'université, sont des établissements exclusivement féminins d'enseignement supérieur qui occupent une place intermédiaire entre les High School et les collèges qui conduisent au baccalauréat universitaire (licence) au bout de quatre années d'études. Les jeunes femmes, qui sortaient de ces établissements, représentaient l'élite des étudiantes ayant reçu une instruction secondaire. Mary Emma Woolley en sort diplômée en 1884 et elle y enseigne de 1885 à 1891,,,.

#### L'entrée à l'université Brown
Lors d'un voyage en Europe, voyant que pour les femmes, il y est plus facile de continuer des études universitaires, elle envisage de s'inscrire à l'université d'Oxford. Apprenant la nouvelle Elisha Andrews (en), le président de l'université Brown de Providence, la convainc de devenir la première femme étudiante dans son université. En 1890, elle commence les cours comme invitée parmi les étudiants. En 1891, six autres jeunes femmes la rejoignent, ce qui permet d'ouvrir une classe spécifique pour les femmes. Elle obtient successivement le Bachelor of Arts (licence) en 1894, un Master of Arts (master) d'histoire en 1895, en soutenant un mémoire qui porte le titre de « The Early History of the Colonial Post-Office ». Mary Emma Woolley fait partie des sept premières femmes diplômées de l'université Brown,,,,.

### Carrière

#### Enseignante au Wellesley College

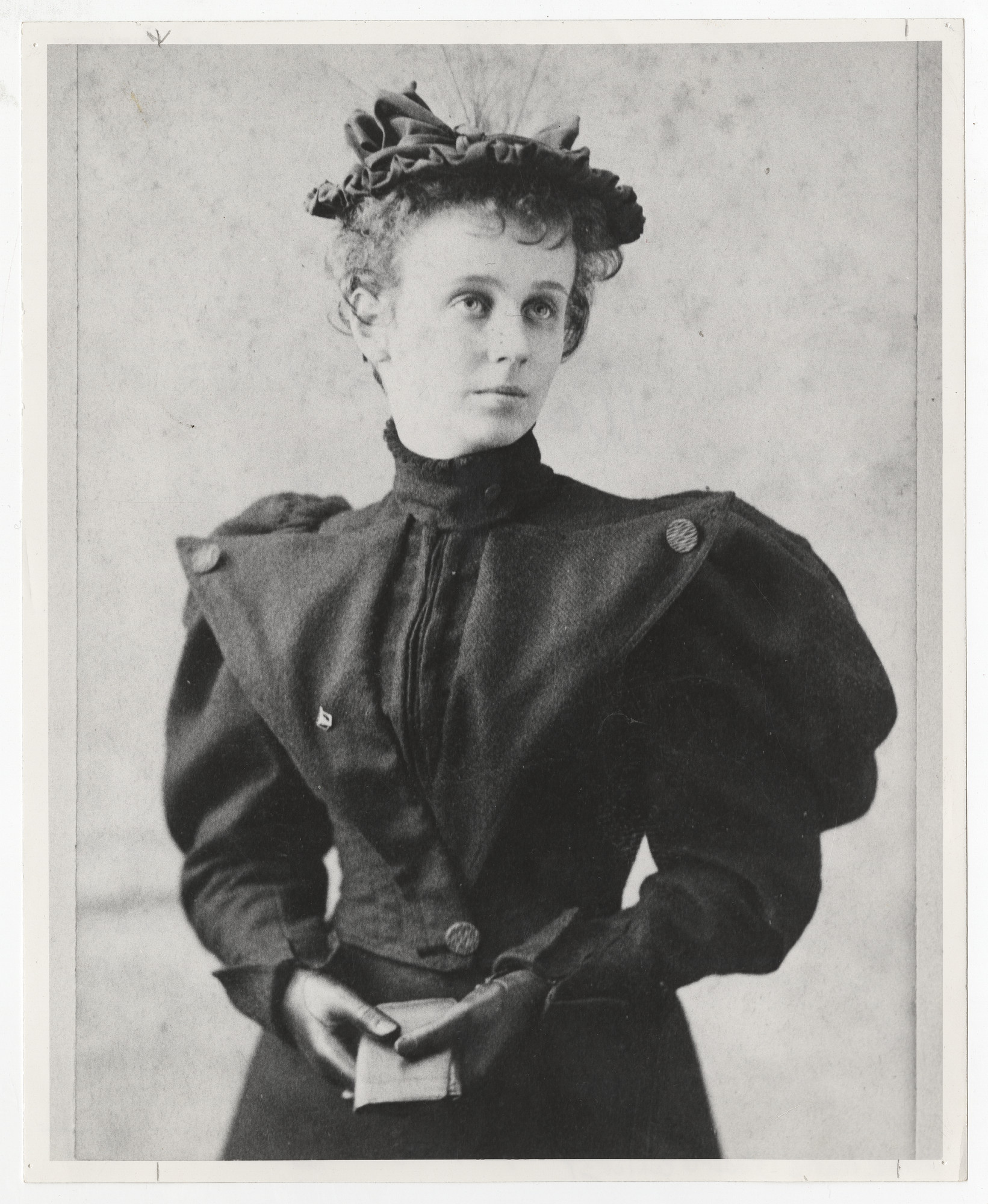
Jeannette Augustus Marks, la compagne de Mary Emma Woolley.

Elle est assistante en littérature biblique au Wellesley College, puis elle est titularisée en tant que professeure en 1899. Elle est populaire parmi les étudiants, et se fait remarquer par ses innovations pédagogiques.
Parmi ses étudiantes de 1895, il y a Jeannette Augustus Marks. Entre elles c'est le début d'un longue vie commune,,, qui durera jusqu'au décès de Mary Emma Woolley,,.
Elle prépare un doctorat à l'université Brown. Elle reçoit deux propositions professionnelles, une de la part de l'université Brown, qui lui propose de diriger le nouveau collège pour femmes. Parallèlement le Mount Holyoke College fondé par Mary Lyon, la sollicite pour qu'elle en soit sa nouvelle présidente pour remplacer Elizabeth Storrs Mead. Finalement, elle choisit l'offre du Mount Holyoke College. Bien que sa candidature ait été officialisée par un vote du conseil d’administration au début de l'année 1900, Mary Emma Woolley diffère son entrée en fonction, car elle veut améliorer ses connaissances de la pédagogie universitaire en faisant un séjour d'études au Royaume-Uni de Grande-Bretagne et d'Irlande . Elle commence son mandat de présidente le 1er janvier 1901, se situant ainsi, à 38 ans, parmi les plus jeunes présidents d'université américaine,,.

#### La présidence du Mount Holyoke College
Mary Emma Woolley lance un programme de réforme du collège pour le hisser au niveau des meilleurs collèges américains du XXe siècle. Elle souhaite que les étudiantes bénéficient d'un niveau de formation égal à celui des hommes, estimant que l'objectif de la formation universitaire est de préparer les étudiantes à améliorer la société par l'ouverture d'esprit. Quand l'enseignement des arts ménagers deviennent des cours à la mode pour les étudiantes des collèges américains, Mary Emma Woolley refuse de considérer que son collège soit destiné à enseigner les arts domestiques.
Elle commence par le cœur du problème :  pour élever le niveau du collège, elle augmente le salaire des professeurs afin d’attirer et de conserver les meilleurs. Ce qui lui permet d'embaucher des professeures venues d'universités prestigieuses comme celles de l'université Yale, de l'université Cornell, de l'université de Chicago, du Collège Bryn Mawr. Elle encourage ses enseignantes les moins diplômées à prendre des congés rémunérés pour obtenir des diplômes supérieurs. En 1911, le collège compte quatre-vingt-dix enseignants, soit le double de 1901, et trente-quatre d'entre eux sont titulaires d'un Ph.D (doctorat). Pour favoriser la créativité et l'innovation, elle laisse aux professeurs la liberté de créer de nouvelles thématiques d'études. Pour stimuler l'ouverture des étudiantes, elle invite des personnalités extérieures à donner des conférences au sein de l'établissement. Mary Emma Woolley, a fait du Mount Holyoke College non seulement un établissement universitaire de référence mais aussi un centre de femmes enseignantes-chercheuses ,.
Mary Emma Woolley diversifie les filières : à celles des humanités, elle ajoute des filières scientifiques et de sciences sociales. Le nombre de crédits de formation pour obtenir un baccalauréat universitaire passe à 120, surpassant ainsi les exigences pédagogiques du College Vassar, exigences égales à celles du Collège Bryn Mawr dirigé par Martha Carey Thomas,.
La valorisation des cursus permet au Mount Holyoke College de joindre le programme de la Fondation Carnegie pour la promotion de l'enseignement qui vient d’être fondée en 1905 et qui a pour mission de financer des innovations pédagogiques et d'attribuer des bourses d'études aux étudiants,,.
En 1905, une section de la fraternité  Phi Beta Kappa, y est créée et en 1907, Mary Emma Woolley est la première femme à y être élue sénatrice.
En 1833, atteignant 70 ans, âge auquel elle avait décidé de prendre sa retraite, elle prolonge sa présidence jusqu'au centenaire de l'institution en 1937. Elle rencontre cependant une perte de confiance du conseil d'administration du collège qui lui reproche ses trop nombreuses absences, sa gestion des fonds alloués à l'université et ses choix pédagogiques. Malgré le désir de Woolley et d'une grande partie des élèves de conserver à la tête de l'université une présidente femme, le conseil prend la décision d'y nommer un homme, rompant avec une tradition datant de la création du collège et provoquant la rupture entre Wolley et le collège et une baisse dans le recrutement de femmes professeurs ,.

### Autres engagements
Militante pour le droit de vote des femmes, Mary Emma Woolley devient membre de l'American Woman Suffrage Association (AWSA) en 1907 , elle est cofondatrice de la College Equal Suffrage League. Elle est vice présidente de l'American Peace Society de 1907 à 1913, et de l'Union américaine pour les libertés civiles (ACLU). Elle est présidente de l'American Association of University Women (AAUW) de 1927 à 1933, membre des Filles de la révolution américaine.
Pendant sa vice présidence de l'ACLU, Mary Emma Woolley prend la défense de Sacco et Vanzetti. Elle fait partie des représentants des États-Unis à la Société des Nations (SDN) durant les mandats d'Herbert Hoover et de Franklin Delano Roosevelt. Elle dirige la délégation américaine pour la Conférence mondiale pour le désarmement à Genève en février 1932.

### Vie privée
En 1944, une hémorragie cérébrale la frappe, elle souffre d'une paralysie partielle qui la confine dans un fauteuil roulant, sa compagne Jeannette A. Marks la prend en charge et lui donne l'attention et les soins nécessaires.
Elle meurt en 1947, à l'âge de 84 ans, des suites d'une crise cardiaque à son domicile de Westport. Elle est inhumée au cimetière de Wilton, dans le Connecticut,,.
En 1955 parait Life and Letters of Mary Emma Woolley, une biographie que Jeannette Marks consacre à sa compagne. Les lettres échangées par les deux femmes sont à l'origine d'une pièce de théâtre  de Bryna Turner : Bull in a china shop sortie en 2017,.

## Œuvres
- The Early History of the Colonial Post-Office, Createspace, 1894, rééd. 21 janvier 2014, 44 p. (ISBN 9781495256257, lire en ligne),
- Memorial Exercises in Honor of Julia Ward Howe, Palala Press, 1911, rééd. 15 septembre 2015, 66 p. (ISBN 9781342539120, lire en ligne),
- Education, volume VII, Palala Press, 1911, rééd. 6 décembre 2015, 444 p. (ISBN 9781347498446, lire en ligne),
- The College Woman and the New Epoch, Forgotten Books, 1916, rééd. 3 octobre 2018, 20 p. (ISBN 9781391596020, lire en ligne),
- « Women in Phi Beta Kappa », The Phi Beta Kappa Key, Vol. 6, No. 6,‎ janvier 1927, p. 375-383 (9 pages) (lire en ligne),

## Prix et distinctions
- 1931 : récipiendaire de la Kossovo Medal of Royal Red Cross of Yugoslavia (en)[37] pour son implication dans le dialogue et les échanges d'étudiants entre le Mount Holyoke College et les étudiants yougoslaves présents sur le territoire américain - à l'initiative de  Rosalie Slaughter Morton[38];
- 1937 : récipiendaire de la médaille Susan Colver Rosenberger, décernée par l'université Brown[39];
- 2007 : cérémonie d'installation du portrait de Mary Emma Woolley dans la grande rotonde du musée consacré aux personnalités qui ont contribué à l'histoire du Rhode Island et à son patrimoine culturel, le Rhode Island Heritage Hall of Fame (en)[40].

## Archives
Les archives de Mary Emma Woolley sont déposées à la bibliothèque du Mount Holyoke College et sont consultables et accessibles en ligne.